# Aire urbaine de Vannes
L'aire urbaine de Vannes est une aire urbaine française constituée autour de la ville de Vannes (Morbihan).
En 2012, ses 150 860 habitants faisaient d'elle la 59e des 792 aires urbaines françaises.

## Caractéristiques en 1999
D'après la délimitation établie par l'INSEE, l'aire urbaine de Vannes est composée de 30 communes, toutes situées dans le département du Morbihan. 
2 des communes de l'aire font partie de son pôle urbain, l'unité urbaine (couramment : agglomération) de Vannes.
Les 28 autres communes, dites monopolarisées se répartissent entre 23 communes rurales et 5 communes urbaines, qui sont toutes des villes isolées (unités urbaines d’une seule commune). 
L’aire urbaine de Vannes appartient à l’espace urbain de Lorient-Vannes.